# Amphinema cheshirei
Amphinema cheshirei is een hydroïdpoliep uit de familie Pandeidae. De poliep komt uit het geslacht Amphinema. Amphinema cheshirei werd in 2003 voor het eerst wetenschappelijk beschreven door Gershwin & Zeidler. 